# محطة قطار صالح بو الشعور
محطة صالح بو الشعور هي محطة قطار جزائرية تقع في بلدية صالح بوشاور ، ولاية سكيكدة .

## موقع في السكك الحديدية
تقع المحطة غرب بلدة صلاح بو الشعور على خط الجزائر-سكيكدة حيث تسبقها محطة الحروش وتتبعها محطة سحقي أحمد .

## تاريخ
أثناء الاستعمار ، كانت المحطة تسمى محطة جاستونفيل .

## خدمة الركاب

### خدمة
- قسنطينة - سكيكدة  ؛
- قسنطينة - جيجل  .

## أنظر أيضا

### مقالات ذات صلة
- خط من الجزائر إلى سكيكدة
- قائمة محطات القطارات في الجزائر

### رابط خارجي
- "SNTF". Société nationale des transports ferroviaires (SNTF). مؤرشف من الأصل في 2025-06-02..

قالب:Desserte gare/début
قالب:Desserte gare
قالب:Desserte gare
قالب:Desserte gare/fin